# Associazione Sportiva Ischia Isolaverde 1993-1994
Questa voce raccoglie le informazioni riguardanti l'Ischia Isolaverde nelle competizioni ufficiali della stagione 1993-1994.

## Stagione
Nel 1993-1994 l'Ischia Isolaverde prese parte al suo sesto campionato di Serie C1, classificandosi al decimo posto e venendo eliminata al Primo turno della Coppa Italia. In seguito ai disordini scoppiati in occasione dell'ultimo incontro casalingo del campionato 1992-1993, che vide l'Ischia retrocedere in seguito al pareggio per 0-0 contro il Messina, l'Ischia giocò le prime due partite casalinghe in campo neutro, contro Potenza e Sambenedettese, rispettivamente a Battipaglia e Formia. In questo campionato Luigi Di Baia stabilì il record di marcature della squadra gialloblu in Serie C1, con 11 centri e la società quello del numero di cambi in panchina, ben 5 con quattro allenatori diversi.

## Divise e sponsor
Lo sponsor tecnico per la stagione 1993-1994 è Legea, mentre sulle maglie è presente la denominazione societaria, Ischia Isolaverde.

## Organigramma societario
Area direttiva
- Presidente: Bruno Basentini
- Amministratore delegato: Nicola Trani

Area organizzativa
- Segretario generale: Pietro Di Meglio

Area tecnica
- Allenatore: Alessandro Abbondanza, poi Pasquale Casale, poi Cané, poi Pasquale Casale, poi Gianni Balugani

Area sanitaria
- Medici sociali: dott. Antonio Cristiano
- Massaggiatori: Salvatore Buono

## Rosa
| N. |                   | Ruolo | Calciatore                       |
| -- | ----------------- | ----- | -------------------------------- |
|    | Italia (bandiera) | P     | Remo Ianni                       |
|    | Italia (bandiera) | P     | Marco Morrone                    |
|    | Italia (bandiera) | D     | Francesco Corsini                |
|    | Italia (bandiera) | D     | Stefano De Angelis               |
|    | Italia (bandiera) | D     | Clemente De Siato                |
|    | Italia (bandiera) | D     | Massimo De Solda                 |
|    | Italia (bandiera) | D     | Massimiliano D'Urso              |
|    | Italia (bandiera) | D     | Claudio Ferri                    |
|    | Italia (bandiera) | D     | Francesco Impagliazzo (capitano) |
|    | Italia (bandiera) | D     | Flavio Leo                       |
|    | Italia (bandiera) | D     | Gennaro Monaco                   |
|    | Italia (bandiera) | D     | Antonio Rogazzo                  |
|    | Italia (bandiera) | C     | Raffaele Ametrano                |

| N. |                   | Ruolo | Calciatore            |
| -- | ----------------- | ----- | --------------------- |
|    | Italia (bandiera) | C     | Pietro Armenise       |
|    | Italia (bandiera) | C     | Massimo Buonocore     |
|    | Italia (bandiera) | C     | Luigi D'Alessio       |
|    | Italia (bandiera) | C     | Gioacchino Lombardi   |
|    | Italia (bandiera) | C     | Giovanni Martusciello |
|    | Italia (bandiera) | C     | Ciro Muro             |
|    | Italia (bandiera) | C     | Gaetano Palladino     |
|    | Italia (bandiera) | C     | Federico Perugini     |
|    | Italia (bandiera) | C     | Salvatore Russo       |
|    | Italia (bandiera) | A     | Giuseppe Barrucci     |
|    | Italia (bandiera) | A     | Emilio Budruni        |
|    | Italia (bandiera) | A     | Luigi Di Baia         |
|    | Italia (bandiera) | A     | Luca Gonano           |

## Risultati

### Serie C1

#### Girone di andata
| Arbitro: | Nucini (Bergamo) |

|             |           |  |
| Fontana 61’ | Marcatori |  |

| Arbitro: | Gregori (Piacenza) |

|  |           |              |
|  | Marcatori | 72’ Garzieri |

| Arbitro: | Strazzera (Trapani) |

|           |           |  |
| Pisano 8’ | Marcatori |  |

| Arbitro: | Casaluci (Lecce) |

|             |           |  |
| Di Baia 27’ | Marcatori |  |

| Arbitro: | Gambino (Barletta) |

|              |           |  |
| Varriale 86’ | Marcatori |  |

| Arbitro: | Sirotti (Forlì) |

|                 |           |                 |
| 48’ Di Baia (r) | Marcatori | 57’ Bettoni (r) |

| Arbitro: | Pola (Rovereto) |

|                 |           |           |
| Cornacchini 67’ | Marcatori | 83’ Ferri |

| Ischia 31 ottobre 1993, ore 15:00 CEST 8ª giornata | Ischia Isolaverde | 0 – 0 referto | Matera | Stadio Vincenzo Mazzella (2000 spett.)\| Arbitro: \| Branzoni (Pavia) \| |
| Arbitro:                                           | Branzoni (Pavia)  |               |        |                                                                          |

| Arbitro: | Malatesta (Terni) |

|                                                  |           |            |
| Di Stefano 38’ 72’ (rig.) Carmelino, Mancuso 74’ | Marcatori | 46’ Gonano |

| Arbitro: | Misticoni (Ascoli) |

|             |           |  |
| Di Baia 85’ | Marcatori |  |

| Arbitro: | Ciambotti (Empoli) |

|  |           |                      |
|  | Marcatori | 30’ Muro 43’ Di Baia |

| Arbitro: | Innocente (Udine) |

|                        |           |           |
| Corsini 42’ D'Urso 69’ | Marcatori | 75’ Tomei |

| Siena 5 dicembre 1993, ore 14:30 CEST 13ª giornata | Siena            | 0 – 0 | Ischia Isolaverde | Stadio Artemio Franchi - Montepaschi Arena\| Arbitro: \| Rossi (Ciampino) \| |
| Arbitro:                                           | Rossi (Ciampino) |       |                   |                                                                              |

| Arbitro: | Manganelli |

|                                        |           |            |
| Giampaolo 54’ 59’ Colucci, Logarzo 74’ | Marcatori | 66’ Gonano |

| Arbitro: | Longo (Paola) |

|            |           |  |
| D'Urso 32’ | Marcatori |  |

| Barletta 24 dicembre 1991, ore 14:30 CEST 16ª giornata | Barletta  | 0 – 0 | Ischia Isolaverde | Stadio Cosimo Puttilli\| Arbitro: \| Calabrese \| |
| Arbitro:                                               | Calabrese |       |                   |                                                   |

| Ischia 16 gennaio 1994, ore 14:30 CEST 17ª giornata | Ischia Isolaverde | – 0 | Casarano | Stadio Vincenzo Mazzella (1264 spett.)\| Arbitro: \| Sorte (Bergamo) \| |
| Arbitro:                                            | Sorte (Bergamo)   |     |          |                                                                         |

#### Girone di ritorno
| Arbitro: | De Santis (Tivoli) |

|                  |           |  |
| Di Baia 14’, 90’ | Marcatori |  |

| Potenza 30 gennaio 1994, ore 14:30 CEST 2ª giornata | Invicta Potenza  | 0 – 0 | Ischia Isolaverde | Stadio Alfredo Viviani\| Arbitro: \| Rizzo (Acireale) \| |
| Arbitro:                                            | Rizzo (Acireale) |       |                   |                                                          |

| Arbitro: | Ferrarini (Parma) |

|                             |           |                           |
| Martusciello 59’ Gonano 63’ | Marcatori | 9’ De Silvestro 65’ Fresi |

| Arbitro: | Ercolino (Cassino) |

|              |           |             |
| De Patre 63’ | Marcatori | 45’ Di Baia |

| Arbitro: | Bazzi (Modena) |

|                  |           |  |
| Di Baia 16’, 85’ | Marcatori |  |

| Arbitro: | Pizzini (Verona) |

|                 |           |  |
| Marino 67’, 90’ | Marcatori |  |

| Ischia 12 marzo 1994, ore 14:30 CEST 7ª giornata | Ischia Isolaverde           | 0 – 0 | Perugia | Stadio Vincenzo Mazzella (2500 spett.)\| Arbitro: \| Serena (Bassano del Grappa) \| |
| Arbitro:                                         | Serena (Bassano del Grappa) |       |         |                                                                                     |

| Arbitro: | Acronzio (Teramo) |

|               |           |  |
| Bartolelli 8’ | Marcatori |  |

| Ischia 27 marzo 1994, ore 15:00 CEST 9ª giornata | Ischia Isolaverde | 0 – 0 | Leonzio | Stadio Vincenzo Mazzella\| Arbitro: \| Guiducci (Arezzo) \| |
| Arbitro:                                         | Guiducci (Arezzo) |       |         |                                                             |

| Arbitro: | Farina (Novi Ligure) |

|                              |           |              |
| Onorato 12’, 85’ Musella 63’ | Marcatori | 64’ Barrucci |

| Arbitro: | Vendramin (Castelfranco Veneto) |

|            |           |  |
| Gonano 13’ | Marcatori |  |

| Chieti 22 aprile 1994, ore 16:00 CEST 12ª giornata | Chieti                    | 0 – 0 | Ischia Isolaverde | Stadio Guido Angelini\| Arbitro: \| Sciamanna (Ascoli Piceno) \| |
| Arbitro:                                           | Sciamanna (Ascoli Piceno) |       |                   |                                                                  |

| Arbitro: | Fausti (Milano) |

|  |           |               |
|  | Marcatori | 86’ Antonioli |

| Arbitro: | Ciambotti (Empoli) |

|            |           |             |
| Di Baia 4’ | Marcatori | 35’ Colucci |

| Arbitro: | Branzoni (Pavia) |

|           |           |              |
| Libro 49’ | Marcatori | 51’ Perugini |

| Arbitro: | Bizzotto (Castelfranco Veneto) |

|                                      |           |  |
| De Siato 25’ 28’ Rogazzo, Gonano 86’ | Marcatori |  |

| Arbitro: | Sirotti (Forlì) |

|                                                  |           |                                       |
| D'Amblè 51’ 62’ Levanto, 78’ Cancelli, Feola 90’ | Marcatori | 36’ Di Baia (r) 60’, 80’ Martusciello |

### Coppa Italia

#### Fase Eliminatoria
| Ischia 21 agosto 1993, ore 20:30 CET Fase Eliminatoria | Ischia Isolaverde | 1 – 1 | Turris | Stadio Vincenzo Mazzella |

| San Giuseppe Vesuviano agosto 1993, ore 20:30 CET Fase Eliminatoria | Sangiuseppese | 2 – 1 | Ischia Isolaverde | Stadio Comunale |

| Formia agosto 1993, ore 20:30 CET Fase Eliminatoria | Formia | 0 – 3 | Ischia Isolaverde | Stadio Nicola Perrone |

| Ischia 5 settembre 1993, ore 20:30 CET Fase Eliminatoria | Ischia Isolaverde | 1 – 1 | Nola | Stadio Vincenzo Mazzella |

## Statistiche
Statistiche aggiornate al 25 ottobre 2011

### Statistiche di squadra
| Competizione | Punti | In casa | In casa | In casa | In casa | In casa | In casa | In trasferta | In trasferta | In trasferta | In trasferta | In trasferta | In trasferta | Totale | Totale | Totale | Totale | Totale | Totale | DR |
| Competizione | Punti | G       | V       | N       | P       | Gf      | Gs      | G            | V            | N            | P            | Gf           | Gs           | G      | V      | N      | P      | Gf     | Gs     | DR |
| ------------ | ----- | ------- | ------- | ------- | ------- | ------- | ------- | ------------ | ------------ | ------------ | ------------ | ------------ | ------------ | ------ | ------ | ------ | ------ | ------ | ------ | -- |
| Serie C2     | 41    | 17      | 8       | 7       | 2       | 17      | 7       | 17           | 1            | 7            | 9            | 11           | 22           | 34     | 9      | 14     | 11     | 28     | 29     | -1 |
| Coppa Italia | -     | 2       | 1       | 1       | 0       | 2       | 1       | 2            | 1            | 0            | 1            | 4            | 2            | 4      | 2      | 1      | 1      | 6      | 3      | +3 |
| Totale       | 41    | 19      | 9       | 8       | 2       | 19      | 8       | 19           | 2            | 7            | 10           | 15           | 24           | 38     | 11     | 15     | 13     | 34     | 32     | +2 |

### Statistiche dei giocatori
| Giocatore       | Serie C1 | Serie C1 | Coppa Italia | Coppa Italia | Altro    | Altro | Totale   | Totale |
| Giocatore       | Presenze | Reti     | Presenze     | Reti         | Presenze | Reti  | Presenze | Reti   |
| --------------- | -------- | -------- | ------------ | ------------ | -------- | ----- | -------- | ------ |
| R. Ametrano     | 28       | 0        | -            | -            | -        | -     | 28       | 0      |
| P. Armenise     | 6        | 0        | -            | -            | -        | -     | 6        | 0      |
| G. Barrucci     | 17       | 0        | -            | -            | -        | -     | 17       | 0      |
| E. Budruni      | 14       | 0        | -            | -            | -        | -     | 14       | 0      |
| M. Buonocore    | 1        | 0        | -            | -            | -        | -     | 1        | 0      |
| F. Corsini      | 18       | 1        | -            | -            | -        | -     | 18       | 1      |
| L. D'Alessio    | 27       | 0        | -            | -            | -        | -     | 27       | 0      |
| S. De Angelis   | 5        | 0        | -            | -            | -        | -     | 5        | 0      |
| C. De Siato     | 20       | 1        | -            | -            | -        | -     | 20       | 1      |
| M. De Solda     | 31       | 0        | -            | -            | -        | -     | 31       | 0      |
| L. Di Baia      | 34       | 11       | -            | -            | -        | -     | 34       | 11     |
| M. D'Urso       | 29       | 2        | -            | -            | -        | -     | 29       | 2      |
| C. Ferri        | 28       | 1        | -            | -            | -        | -     | 28       | 1      |
| L. Gonano       | 28       | 5        | -            | -            | -        | -     | 28       | 5      |
| R. Ianni        | 2        | -2       | -            | -            | -        | -     | 2        | -2     |
| F. Impagliazzo  | 1        | 0        | -            | -            | -        | -     | 1        | 0      |
| F. Leo          | 3        | 0        | -            | -            | -        | -     | 3        | 0      |
| G. Lombardi     | 1        | 0        | -            | -            | -        | -     | 1        | 0      |
| G. Martusciello | 30       | 3        | -            | -            | -        | -     | 30       | 3      |
| G. Monaco       | 15       | 0        | -            | -            | -        | -     | 15       | 0      |
| M. Morrone      | 32       | -27      | -            | -            | -        | -     | 32       | -27    |
| C. Muro         | 28       | 1        | -            | -            | -        | -     | 28       | 1      |
| G. Palladino    | 16       | 0        | -            | -            | -        | -     | 16       | 0      |
| F. Perugini     | 14       | 1        | -            | -            | -        | -     | 14       | 1      |
| A. Rogazzo      | 3        | 1        | -            | -            | -        | -     | 3        | 1      |
| S. Russo        | 9        | 0        | -            | -            | -        | -     | 9        | 0      |
| Sommella        | 1        | 0        | -            | -            | -        | -     | 1        | 0      |